# Солнечная аллея (фильм)
«Солнечная аллея» (нем. Sonnenallee) — фильм немецкого режиссёра Леандера Хаусмана, снятый по сценарию Томаса Бруссига, написавшего впоследствии по мотивам сценария свой третий роман. Солнечная аллея — улица в Берлине, где был пограничный пост через стену, как ножницы разрезавшую город на Западный и Восточный сектора.

## Сюжет
1970-е. 17-летний Михаэль («Миха») живёт вместе со своими друзьями в социалистическом Берлине (ГДР), на улице, разделённой на два государства Берлинской стеной. По разные стороны стены жизнь совершенно разная, однако политические разногласия не входят в сферу интересов ребят. В их зоне внимания — выпивка, девчонки и современная музыка. Любовь к неприступной Мириам, драматические перемены в судьбе лучшего друга Марио и массовые волнения на родной улице заставляют Миху задуматься о своём будущем…

## В ролях
- Александр Шеер — Миха
- Александр Байер — Марио
- Роберт Штадлобер — Вушель
- Тереза Вайсбах — Мириам Зоммер
- Катарина Тальбах — мать Михи
- Элена Майснер — Сабрина
- Детлеф Бук — Хоркефельд (полицейский)
- Хенри Хюбхен — Отец Михи

## Дополнительные факты
- Премьера в Германии — 7 октября 1999.
- Фестивальные премьеры — Миннеаполис — Сен Пол (16 апреля 2000), Карловы Вары (10 июля 2000), Кинофест Люнен (16 ноября 2000), Сиэтл (7 июня 2001).
- Соседей Мириам зовут Пауль и Паула. Причем Пауля играет Винфрид Глатцедер, а имена — аллюзия на знаменитый фильм «Легенда о Пауле и Пауле» (1973) Хайнера Кароу, где Глатцедер тоже играл героя по имени Пауль.